# Радул, Макарий Михайлович
Макарий Михайлович Радул (рум. Macarie Mihailovici Radul; 4 сентября 1910, Мартоноша, Херсонская губерния — 2 мая 1971, Кишинёв) — советский молдавский государственный деятель, географ, член-корреспондент Академии наук Молдавской ССР. Депутат Верховного Совета Молдавской ССР 1 — 2 созывов. Председатель Верховного Совета Молдавской ССР (1947—1951).

## Биография
Родился в 1910 году в крестьянской семье в селе Мартоноша (сегодня — Новоукраинский район Кировоградской области, Украина). В 1933 году окончил физико-математический факультет Тираспольского государственного педагогического института. С 1933 по декабрь 1939 года преподавал и занимал должность заместителя директора в Тираспольском государственном педагогическом институте. В 1936 году окончил экстерном географический факультет Одесского государственного университета, здесь же экстерном окончил аспирантуру.
С декабря 1939 по сентябрь 1940 года — директор Тираспольского государственного педагогического института. С 1940 года член ВКП(б). С 1940 по 1942 года — директор Кишинёвского педагогического института. Во время Великой Отечественной войны находился в эвакуации. С 1942 года — заместитель народного комиссара образования Молдавской ССР, уполномоченный Совета народных комиссаров Молдавской ССР в Чкаловской области. В 1942—1944 годах — исполняющий обязанности народного комиссара образования Молдавской ССР. С 1944 по 1946 года — заместитель председателя Совета народных комиссаров (Совета министров) Молдавской ССР.
Избирался депутатом Верховного Совета Молдавской ССР 1 — 2 созывов (1941—1946; 1947—1950).
С июня 1946 по 1947 год — заместитель директора Молдавской научно-исследовательской базы Академии наук СССР. С 13 мая 1947 по 26 марта 1951 года — председатель Верховного Совета Молдавской ССР. Одновременно с мая 1947 по 18 мая 1949 года — секретарь ЦК КП(б) Молдавии по пропаганде и агитации, с 1940 по 1951 года — заведующий отделом экономики и географии Молдавской научно-исследовательской базы Академии наук СССР.
С 1951 года — заведующий отделом экономики и географии молдавского филиала Академии наук СССР. В последующие годы: директор Института экономики молдавского филиала Академии наук СССР (1960—1961), заместитель директора Института экономики Академии наук Молдавской ССР (1961—1965), заведующий отделом географии Академии наук Молдавской ССР (1965—1971).
Проживал в Кишинёве. Умер в мае 1971 года.

## Научная деятельность
Автор около 40 работ по вопросам экономической географии, картографии и расположения производственной базы Молдавской ССР. В 1965 году осуществил экономическое районирование Молдавской ССР.
Награды
- Орден «Знак Почёта» — дважды.